# Max Röing
Jan Max Gillis Röing, född 19 juli 1916 i Malmö, död 4 december 1984, var en svensk konstnär, verksam som målare, grafiker, reklamtecknare och konsthantverkare.

## Biografi
Röing var son till sjökaptenen Sten Röing och Millan Jahn och från 1942 gift med Rigmor Solberg. Han inriktade sig på att bli reklamtecknare och studerade vid Kunsthaandværkerskolen i Köpenhamn 1934–1935 och därefter för Hugo Meier-Thur i Hamburg samt vid Hansische Hochschule für Bildende Künste fram till andra världskrigets utbrott. Han studerade freskomålning för Gerardo Dottori vid Accademia di Belle Arti i Perugia 1950 samt under ett antal studieresor till Grekland. Separat ställde han ut i Nessim-hallen i Malmö 1950 och medverkade därefter i ett flertal separat- och samlingsutställningar. 
Bland hans offentliga arbeten märks en polykrom betongskulptur monterad på fasaden på ett bostadshus i Malmö, en polykrom väggdekor i betong för Gullhögens bruk i Skövde samt batikkompositioner vid Bergaskolan i Limhamn. Hans konst består av religiösa kompositioner, figurer och landskap utförda i olja, grafik eller träsnitt samt glasmålning, mosaik och batik. Som illustratör och reklamtecknare medverkade han i ett flertal veckotidningar samt utförde bokomslag. Röing finns representerad vid Arkivet för dekorativ konst. Han är begravd på Gamla kyrkogården i Malmö.  